# Floresta de Belgrado
A Floresta de Belgrado (em turco: Belgrad Ormanı) é uma floresta natural de caducifólias que se encontra nos arredores de Istambul, Turquia, nos distritos de Sarıyer e Eyüp.
Além da flora e da fauna, o local é notável pelos reservatórios de água construídos a partir do século XVI para abastecer a cidade. A espécie vegetal mais comum na floresta é o carvalho-branco (Quercus petraea) e o carvalho-da-Hungria (Quercus frainetto), mas também estão presentes carpinos, Betula pendula, Betula pubescens, Lilium martagon (lírio), Mercurialis perennis, Circaea lutetiana e  Scilla bifolia.
O nome tem origem em ex-habitantes de Belgrado que foram feitos prisioneiros pelos otomanos durante o Cerco de Belgrado de 1521 e ali se instalaram numa aldeia abandonada. Embora atualmente tenha menos de metade do tamanho que tinha no tempo de Solimão, o Magnífico, quando era uma importante fonte de abastecimento de água à cidade, ainda se estende por 5 500 ha e ainda fornece alguma água.
Após o chamado Evento auspicioso, os últimos janízaros a serviço do sultão otomano foram enterrados em uma vala comum nesta floresta.